# Bob van Osdel
Robert Logan van Osdel (Selma, 1º aprile 1910 – West Hollywood, 6 aprile 1987) è stato un altista statunitense.

## Biografia
Nel 1932 prese parte ai Giochi olimpici di Los Angeles vincendo la medaglia d'argento con la misura di 1,97 m. Si classificò primo Duncan McNaughton, un suo compagno della University of Southern California che gareggiava per la nazionale canadese.

## Palmarès
| Anno | Manifestazione  | Sede        | Evento        | Risultato | Prestazione | Note |
| ---- | --------------- | ----------- | ------------- | --------- | ----------- | ---- |
| 1932 | Giochi olimpici | Los Angeles | Salto in alto | Argento   | 1,97 m      |      |